# Donji Popovac
Donji Popovac – wieś w Chorwacji, w żupanii karlowackiej, w mieście Slunj. W 2011 roku liczyła 20 mieszkańców.